# Виконт де Л’Айл
Виконт де Л’Айл из Пенсхерста в графстве Кент — наследственный титул в системе Пэрства Соединённого королевства. Он был создан 12 января 1956 года для Уильяма Сидни, 6-го барона де Л’Айл и Дадли (1909—1991).

## История
Семья Шелли происходит от Джона Шелли-Сидни (1771—1849), единственный сыном сэра Биши Шелли, 1-го баронета из Замка Горинг (1731—1815), от второго брака с Элизабет Джейн Перри (ум. 1781), дочерью Уильяма Перри и Элизабет Сидни, дочери и наследнице достопочтенного Томаса Сидни (ум. 1728), четвертого сына Роберта Сидни, 4-го графа Лестера. В 1799 году Джон Шелли получил королевское разрешение на дополнительную фамилию «Сидни». В 1818 году для него был создан титул баронета из Пенсхерста в графстве Кент (Баронетство Соединённого королевства).
Его сын и наследник, Филипп Сидни, 2-й виконт де Л’Айл (1800—1851), представлял Ай в Палате общин Великобритании (1829—1831). В 1835 году он получил титул барона де Л’Айла и Дадли из Пенсхерста в графстве Кент (Пэрство Соединённого королевства). Лорд де Л’Айл и Дадли перестал использовать фамилию «Шелли».
Его внук, Уильям Сидни, 5-й барон де Л’Айл и Дадли (1859—1945), был мэром Челси и членом Совета Лондонского графства. Его сын, Уильям Сидни, 6-й барон Л’Айл и Дадли (1909—1991), был видным консервативным политиком и занимал пост министра авиации (1951—1955). В 1956 году для него был создан титул виконта де Л’Айла из Пенсхерста в графстве Кент в звании пэра Соединённого королевства. Лорд де Л’Айл также являлся 15-м генерал-губернатором Австралии (1961—1965). В 1965 году он также стал преемником своего родственника Сидни Патрика Шелли (1880—1965) в качестве 9-го баронета Шелли из замка Горинг.
По состоянию на 2025 год обладателем титула являлся его сын, Филипп Джон Элджернон Сидни, 2-й виконт де Л’Айл (род. 1945), сменивший своего отца в 1991 году.

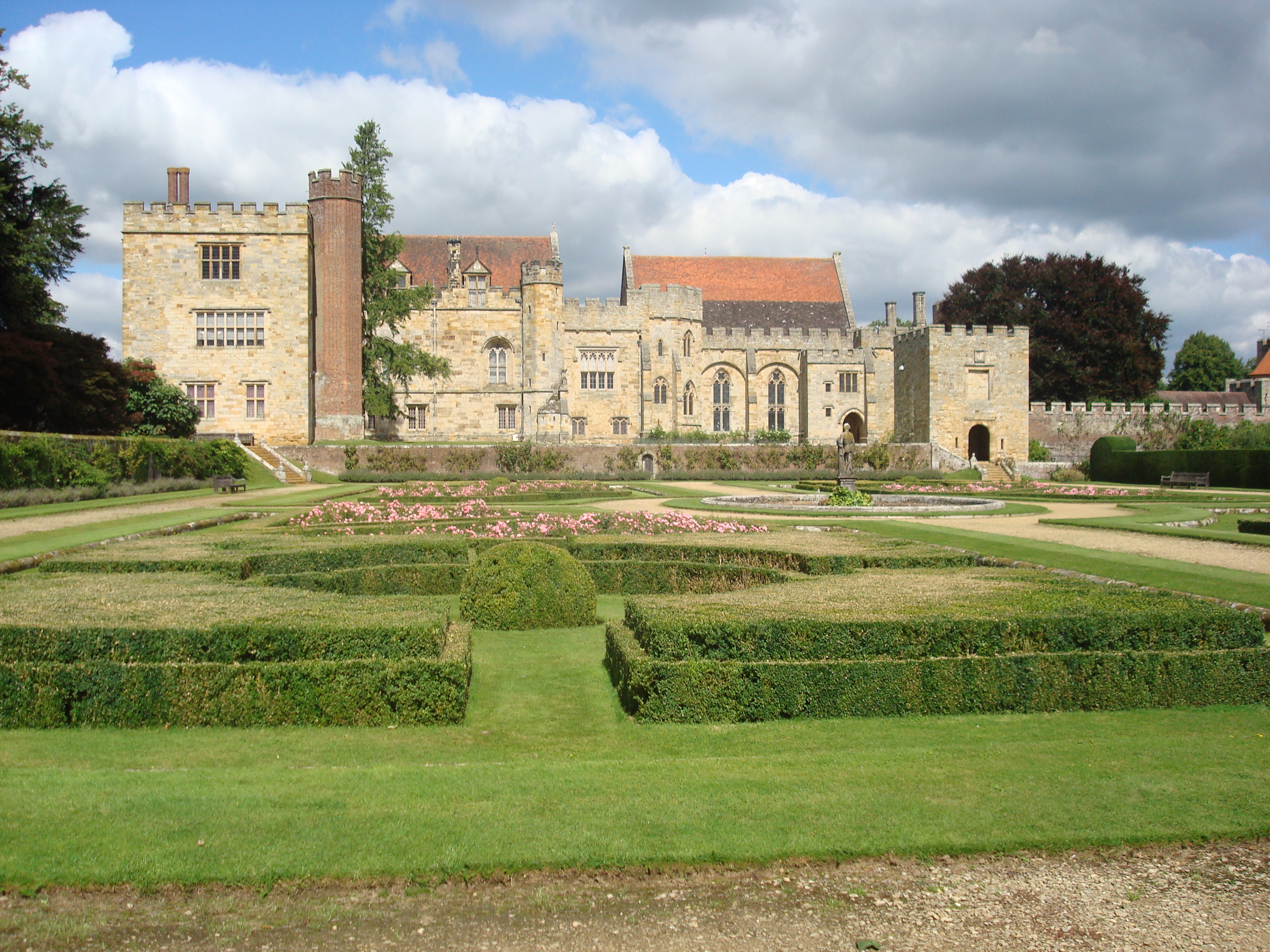
Пенсхерст Плейс, резиденция виконтов де Л’Айл

Семейная резиденция — Пенсхерст Плейс в окрестностях Тонбриджа в графстве Кент.

## Баронеты Шелли-Сидни из Пенсхерст Плейс (1818)
- 1818—1849: Сэр Джон Шелли-Сидни, 1-й баронет (18 декабря 1771 — 14 марта 1849), сын сэра Биши Шелли, 1-го баронета (1731—1815), от второго брака;
- 1849—1851: Сэр Филип Сидни, 2-й баронет (11 марта 1800 — 4 марта 1851), единственный сын предыдущего, барон де Л’Айл и Дадли с 1835 года.

## Бароны де Л’Айл и Дадли (1835)
- 1835—1851: Филип Сидни, 1-й барон де Л’Айл и Дадли (14 марта 1800 — 4 марта 1851), единственный сын сэра Джона Шелли-Сидни, 1-го баронета;
- 1851—1898: Филип Сидни, 2-го барон де Л’Айл и Дадли (29 января 1828 — 17 февраля 1898), единственный сын предыдущего;
- 1898—1922: Филип Сидни, 3-й барон де Л’Айл и Дадли (14 мая 1853 — 24 декабря 1922), старший сын предыдущего;
- 1922—1945: Полковник Элджернон Сидни, 4-й барон де Л’Айл и Дадли (11 июня 1854 — 18 апреля 1945), младший брат предыдущего;
- 1945—1945: Уильям Сидни, 5-й барон де Л’Айл и Дадли (19 августа 1859 — 18 июня 1945), четвертый сын 2-го барона де Л’Айл и Дадли, младший брат предыдущего;
- 1945—1991: Уильям Сидни, 6-й барон де Л’Айл и Дадли (23 мая 1909 — 5 апреля 1991), единственный сын предыдущего, виконт де Л’Айл с 1956 года.

## Виконты де Л’Айл (1956)

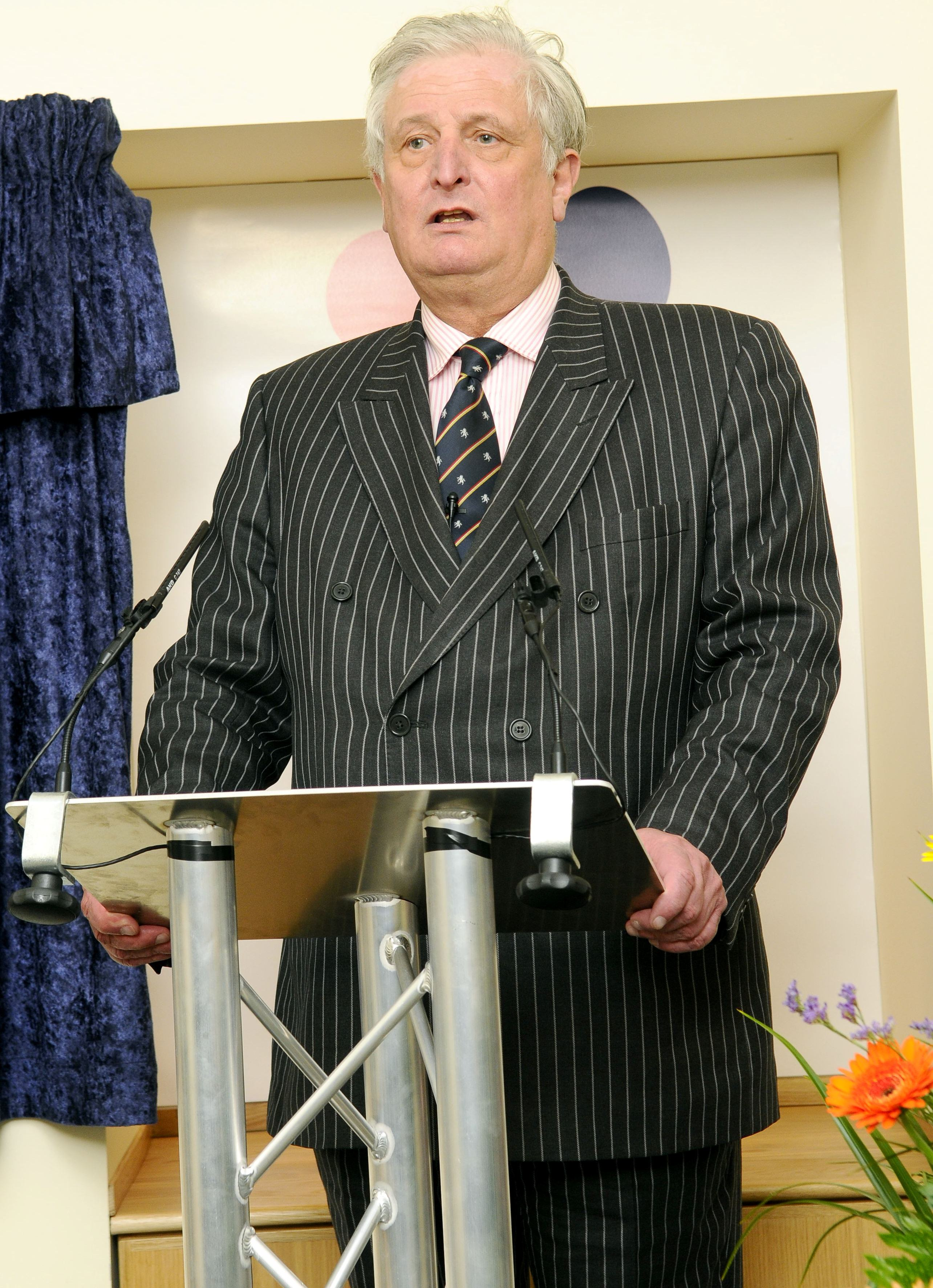
Филип Джон Элджернон Сидни, 2-й виконт де Л’Айл

- 1956—1991: Уильям Филип Сидни, 1-й виконт де Л’Айл (23 мая 1909 — 5 апреля 1991), единственный сын Уильяма Сидни, 5-го барона де Л’Айл и Дадли;
- 1991 — настоящее время: Филип Джон Элджернон Сидни, 2-й виконт де Л’Айл (род. 21 апреля 1945), единственный сын предыдущего;
  - Наследник: достопочтенный Филипп Эдмунд Уильям Сидни (род. 2 апреля 1985), единственный сын предыдущего.